# Pipestone
Pipestone és una ciutat i seu del Comtat de Pipestone a l'estat de Minnesota dels Estats Units d'Amèrica.

## Demografia
Segons el cens dels Estats Units del 2000 Pipestone tenia 4.280 habitants, 1.900 habitatges, i 1.138 famílies. La densitat de població era de 421,6 habitants per km².
Dels 1.900 habitatges en un 28,9% hi vivien nens de menys de 18 anys, en un 46,8% hi vivien parelles casades, en un 10,1% dones solteres, i en un 40,1% no eren unitats familiars. En el 35,8% dels habitatges hi vivien persones soles el 19,9% de les quals corresponia a persones de 65 anys o més que vivien soles. El nombre mitjà de persones vivint en cada habitatge era de 2,22 i el nombre mitjà de persones que vivien en cada família era de 2,89.
Per edats la població es repartia de la següent manera: un 24,7% tenia menys de 18 anys, un 8,7% entre 18 i 24, un 24,9% entre 25 i 44, un 20,3% de 45 a 60 i un 21,5% 65 anys o més.
L'edat mitjana era de 39 anys. Per cada 100 dones de 18 o més anys hi havia 83,6 homes.
La renda mitjana per habitatge era de 30.412 $ i la renda mitjana per família de 40.194 $. Els homes tenien una renda mitjana de 28.180 $ mentre que les dones 21.349 $. La renda per capita de la població era de 17.253 $. Entorn del 8,3% de les famílies i el 9,7% de la població estaven per davall del llindar de pobresa.

## Poblacions properes
El següent diagrama mostra les poblacions més properes.